# The Loving Kind
The Loving Kind to dwudziesty singel brytyjskiej grupy Girls Aloud napisany przy współpracy z grupą muzyczną Pet Shop Boys pochodzący z albumu Out of Control. Wydany został 12 stycznia 2009 roku. Premiera teledysku odbyła się 3 grudnia w Channel 4. Singel zajął 10 miejsce listy TOP 20. Tym samym dziewczęta ustanowiły rekord 20 (wszystkich) swoich singli w TOP 10.

## Format
| #                                  | Utwór                                   | Czas |
| ---------------------------------- | --------------------------------------- | ---- |
| CD: Fascination / 1794885 (UK)     |                                         |      |
| 1.                                 | "The Loving Kind" (Radio Mix)           | 4:02 |
| 2.                                 | "Girls on 45 Megamix"                   | 7:08 |
| 7": Fascination / 1794887 (UK)     |                                         |      |
| 1.                                 | "The Loving Kind" (Radio Mix)           | 4:02 |
| 2.                                 | "Memory of You"                         | 3:59 |
| Digital: Fascination (UK)          |                                         |      |
| 1.                                 | "The Loving Kind" (Wideboys Club Mix)   |      |
| Mobile: Fascination (UK)           |                                         |      |
| 1.                                 | "The Loving Kind" (Wideboys Radio Edit) |      |
| iTunes Exclusive: Fascination (UK) |                                         |      |
| 1.                                 | "The Loving Kind" (Utah Saints Remix)   |      |

## Listy przebojów
| Listy przebojów (2009)  | Pozycja |
| ----------------------- | ------- |
| UK Singles Chart        | 10      |
| Irish Singles Chart     | 16      |
| Hungarian Singles Chart | 6       |

## Występy
- Girls Aloud Party – 13 grudnia 2008
- Paul O'Grady Show – 16 grudnia 2008
- GMTV – 18 grudnia 2008